# Бистриця (притока Нітри)
Бистриця (словац. Bystrica) — річка в Словаччині, права притока Нітри, протікає в окрузі Превідза.
Довжина приблизно 13-14 км. Витік знаходиться в масиві Пташник — схил гори Пташник — на висоті близько 340—345 метрів. Протікає територією села Бистричани.
Впадає в Нітру на висоті приблизно 215—220 метрів.